# Diplazoptilon
Diplazoptilon es un género de plantas con flores perteneciente a la familia de las asteráceas. Comprende 2 especies descritas y  aceptadas. Es originario de Asia.

## Taxonomía
El género fue descrito por Yong Ling y publicado en Acta Phytotaxonomica Sinica 10(1): 85. 1965.

## Especiesaceptadas
A continuación se brinda un listado de las especies del género Diplazoptilon aceptadas hasta junio de 2012, ordenadas alfabéticamente. Para cada una se indica el nombre binomial seguido del autor, abreviado según las convenciones y usos.
- Diplazoptilon cooperi (J.Anthony) C.Shih
- Diplazoptilon picridifolium (Hand.-Mazz.) Ling